# Bribri (peuple)
Cet article concerne le peuple bribri. Pour la langue du peuple bribri, voir Bribri.
Les Bribris sont un peuple indigène du Costa Rica. Ils vivent dans le canton de Talamanca, dans la province de Limón au Costa Rica.

## Population
Selon le ministère de la Santé du Costa Rica, 15 000 Bribris vivent dans la zone de service de la seule clinique de Hone Creek. Ils sont majoritaires dans la région de  Talamanca. Cependant, d'autres estimations de la population tribale[Lesquelles ?] au Costa Rica sont beaucoup plus élevées et évoquent 35 000 personnes.

## Langues
Ils parlent bribri, une langue chibchane parlée par environ 15 000 personnes lors du recensement de 2002 au Costa Rica et au Panama. L'espagnol est aussi largement utilisé, notamment dans les écoles.

## Culture et spiritualité
La structure sociale du peuple Bribri est organisée en clans. Chacun de ces clans est composé d'une famille élargie. Le système de clan est matrilinéaire, c'est-à-dire que le clan d'un enfant est déterminé par le clan auquel appartient sa mère. Cela donne aux femmes une place très importante dans la société Bribri, car elles sont les seules à pouvoir hériter de la terre et préparer la boisson au cacao sacré (Theobroma cacao) indispensable à leurs rituels. Les rôles des hommes sont souvent exclusifs et définis par leur clan. Quelques exemples de ces rôles sont le awa ou chaman et le oko, seule personne autorisée à toucher les restes des morts, chanter des chansons funéraires et préparer la nourriture consommée lors des funérailles.
Les métiers de successeur de roi, médecin traditionnel, chocolatière, gardienne de la pierre sacrée, médecin légiste, maître des cérémonies, roi, chanteur... sont sacrés. Chacun d'eux se décline en clan, chaque clan étant responsable de l'un d'eux. Cependant, certains de ces métiers n'existent plus.
L'agriculture est l'activité principale des Bribris qui sont isolés et qui ont développé un vaste système de troc. Un petit groupe de Bribris, qui vit dans la communauté appelée Kekoldi, ne compte environ que 200 personnes et participent à l'élevage d'iguanes. La ferme en compte des milliers et des millions d'œufs. Les iguanes restent à la ferme jusqu'à l'âge de cinq ans et sont alors relâchés dans la nature afin que tout Bribri puisse les chasser pour leur nourriture et leur peau.

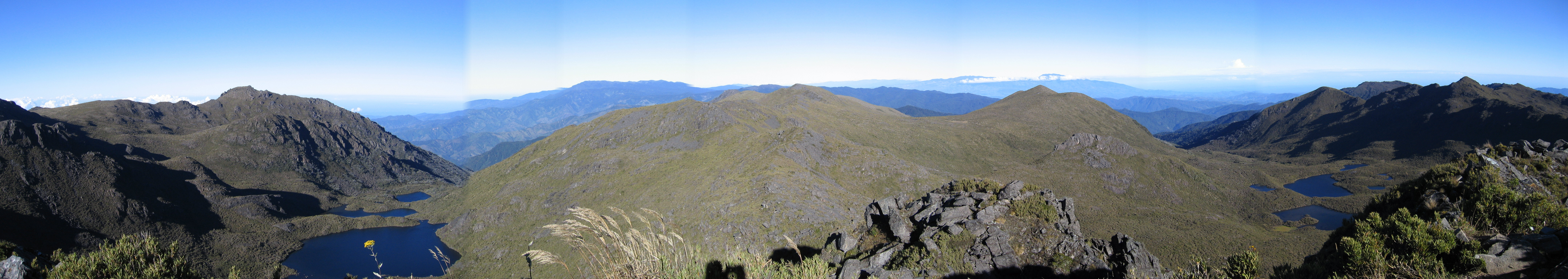
La Cordillère de Talamanca, site mythique où le dieu Sibö̀ aurait créé les Bribris.